# Speenkruid
Speenkruid is een geslacht uit de ranonkelfamilie (Ranunculaceae). In Nederland en België komen de soorten gewoon speenkruid (Ficaria verna subsp. verna) en het vreemd speenkruid (Ficaria ambigua) voor.

## Andere soorten
- Ficaria fascicularis
- Ficaria ficarioides
- Ficaria popovii